# Eurythmics
Eurythmics fue una banda británica de synth pop, originaria de Londres, formada por Annie Lennox (vocalista) y David A. Stewart (compositor) a principios del año 1980. Consiguió durante su existencia un enorme éxito comercial y ha llegado a vender 80 millones de discos en todo el mundo. Sus miembros han obtenido, entre otros premios, 4 Grammys, un Óscar y 2 Globos de Oro, bien formando parte del grupo o bien por separado.
El nombre del grupo proviene de la palabra Euritmia (en latín eurythmĭa del griego εὐρυθμία), cuyas raíces devienen del griego Eu —Bien, bueno— y Rythmes —Ritmo—, refiriéndose a la correspondencia que hay en cada una de las partes para producir una obra de arte musicalmente.
Eurythmics es reconocido como uno de los grupos líderes del synth pop o techno pop de los años 1980 y más destacados por sus videoclips. A ello contribuyeron tanto la capacidad de innovación de David A. Stewart en las técnicas de producción como la controvertida imagen de la vocalista Annie Lennox.
El grupo ha vendido aproximadamente 75 millones de copias de discos en todo el mundo. Fueron incluidos en el Salón de la Fama de la Música del Reino Unido en 2005, Salón de la Fama de los Compositores en 2020  y Salón de la Fama del Rock and Roll en 2022.

## Historia

### 1976-82: Formación

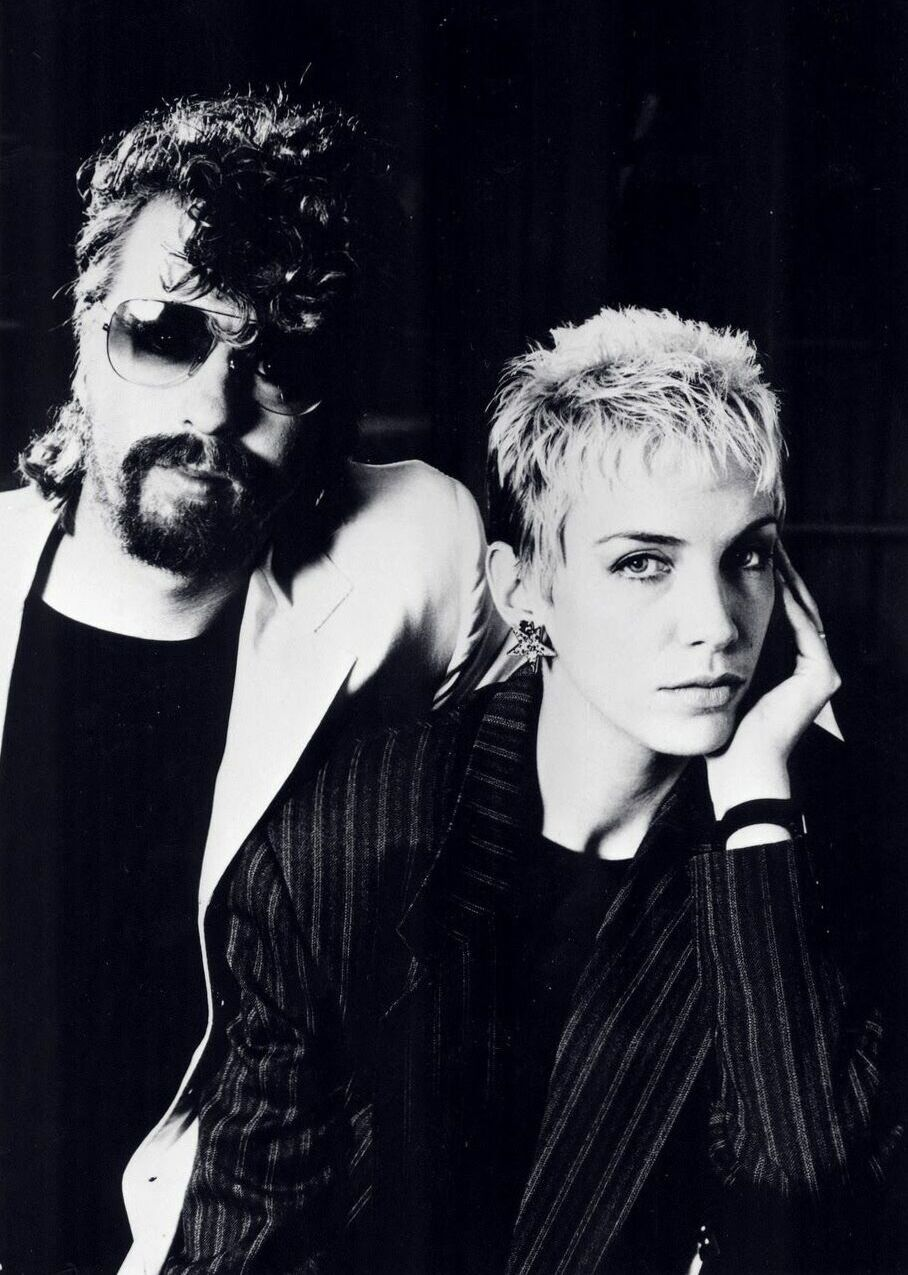
Miembros de Eurythmics, David A. Stewart (izquierda) y Annie Lennox (derecha) en 1985.

En 1975 Annie Lennox y David A. Stewart, por entonces pareja sentimental, entraron a formar parte del grupo punk The Catch, junto con el guitarrista Peet Coombes, un antiguo amigo de Stewart. Editaron un único sencillo, «Borderline/Black Blood» (1977, Logo Records). Tras ello pasaron a denominarse The Tourists, grupo de new wave al que se unió el bajista nacido en Singapur Eddie Chin. Con este nombre cosecharon algunos éxitos, especialmente «I Only Want to Be With You», versión de un tema original de Dusty Springfield puesto al día.
Sin embargo, surgieron tanto problemas de tipo legal, con su representante y con las discográficas, como a nivel personal por el diferente estilo musical que querían dar a sus trabajos. Stewart prefería orientarse más al naciente techno pop y la música electrónica, y junto con Lennox decidió seguir su propio camino, al tiempo que Coombes y Chin formaban el grupo Acid Drops, de escaso éxito. Coombes fallecería años más tarde, en 1997, tras una larga etapa de penuria económica y de adicción al alcohol y las drogas.
Fue en un hotel en Wagga Wagga, Australia, mientras tocaban algunas melodías en un mini sintetizador, que Lennox y Stewart decidieron convertirse en un dúo, firmando para RCA Records y cambiando su nombre a Eurythmics. En ese momento, ambos músicos decidieron terminar su relación amorosa.
Grabaron su primer álbum en Colonia con el productor Conny Plank, titulándolo In the Garden. Fue publicado en octubre de 1981. El álbum no fue un éxito en ventas (pese a que el sencillo "Never Gonna Cry Again" ingresó en la posición n.º 63 en las listas británicas). El año siguiente lanzaron tres nuevos sencillos ("This Is the House", "The Walk" y "Love Is a Stranger"), los cuales no pudieron repercutir comercialmente, derivando en una especie de crisis económica en Eurythmics.

### 1983-84:Sweet Dreams (Are Made of This)yTouch
El segundo álbum del dúo, Sweet Dreams (Are Made of This), fue publicado en enero de 1983. La canción homónima logró convertirse en un éxito instantáneo, alcanzando la posición no.2 en la lista UK Singles Chart, y logrando el tope en las listas de éxitos estadounidenses. El sencillo impulsó la carrera del dúo, convirtiendo a Lennox en un icono de la cultura pop y llevándola a aparecer en portadas de prestigiosas revistas como Rolling Stone. El sencillo anterior, "Love Is a Stranger", fue lanzado nuevamente y en esta oportunidad se convirtió en un éxito. El vídeo de la canción mostraba a Lennox representando diferentes personalidades, un concepto que permanecería en los vídeos y presentaciones en vivo del dúo.
Rápidamente el dúo ingresó al estudio para grabar un nuevo álbum, Touch, el cual fue publicado en noviembre de 1983. Touch se convirtió en el primer no.1 del dúo en el Reino Unido y produjo tres sencillos que obtuvieron excelentes posiciones en las listas: "Who's That Girl?", "Right by Your Side" y "Here Comes the Rain Again". En 1984 RCA lanza Touch Dance, un álbum de remixes que contenía algunas versiones de Touch mezcladas por los productores Francois Kevorkian y John "Jellybean" Benitez.
Ese mismo año sale al mercado 1984 (For The Love of Big Brother), álbum que serviría como banda sonora de la película 1984, basada en el libro del mismo nombre de George Orwell. El primer sencillo del álbum, "Sexcrime (Nineteen Eighty-Four)", fue top 5 en el Reino Unido, Australia y Europa.

### 1985-86:Be Yourself Tonighty una nueva dirección musical

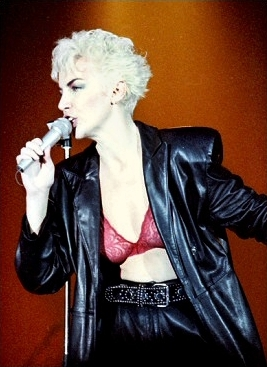
Annie Lennox en 1986.

El siguiente álbum, Be Yourself Tonight, fue producido en una semana en París. El disco mostró cierta influencia del rhythm and blues y se grabó usando baterías reales y más partes de guitarra grabadas por Stewart. Casi una docena de músicos fueron acreditados en su grabación, incluyendo miembros de Tom Petty and the Heartbreakers, Stevie Wonder, Dean Garcia, Aretha Franklin y Elvis Costello. "Would I Lie to You?" ingresó en el Top 5 de la lista Billboard en Estados Unidos y fue n.º 1 en tierras australianas, mientras que "There Must Be an Angel (Playing with My Heart)" se convirtió en el primer y único número uno en el Reino Unido. El himno al feminismo "Sisters Are Doin' It for Themselves" (un dueto con Aretha Franklin) y "It's Alright (Baby's Coming Back)" también obtuvieron posiciones altas en las listas de éxitos. En septiembre de 1985, Eurythmics tocó "Would I Lie to You?" en la ceremonia MTV Video Music Awards en 1985 en el Radio City Music Hall de Nueva York.

### 1986-89:Revenge,SavageyWe Too Are One

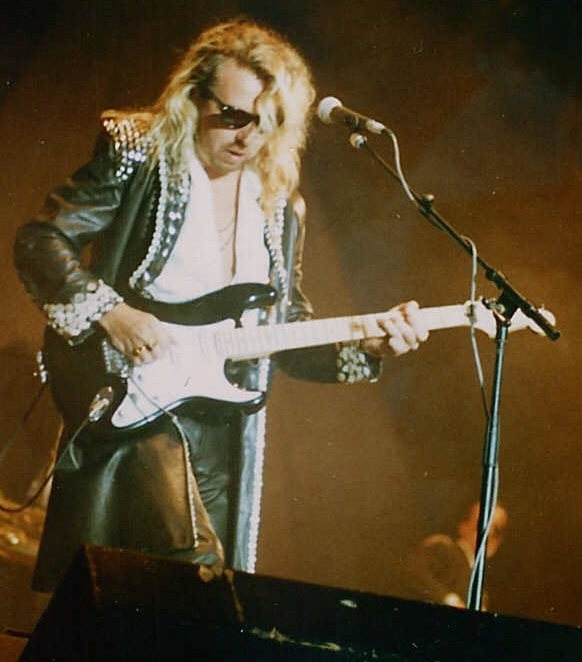
Dave Stewart en el festival Rock am Ring en Alemania, 1987.

Eurythmics publicó su siguiente álbum, Revenge, en 1986. Las ventas continuaron fuertes en el Reino Unido e internacionalmente, sin embargo en los Estados Unidos empezaron a decaer, pese a que "Missionary Man" logró la posición n.º 14 en la lista Hot 100 de Billboard. Revenge sería certificado como doble platino en el Reino Unido y oro en los Estados Unidos. El dúo se embarcó en una extensa gira mundial para promocionar el álbum.
En 1987, Lennox y Stewart publican el disco Savage. El álbum fue prácticamente ignorado en los Estados Unidos, aunque la canción "I Need a Man" logró buena radiodifusión. Sin embargo en el Reino Unido fue todo un éxito, logrando certificación de platino. Líricamente las canciones mostraban el lado más obsesivo en la composición de Lennox. Fue realizado un vídeo álbum, dirigido por Sophie Muller, con un vídeoclip para cada canción mostrando diferentes facetas de Lennox, entre las que destaca el ama de casa frustrada que termina convirtiéndose en vampiro. En 1989 sale al mercado We Too Are One, logrando ubicarse en la cima del UK Album Chart (segundo número uno luego de Touch). El álbum marcó un regreso al sonido rock/pop y fue certificado como doble platino en tierras británicas, aunque en Estados Unidos no logró la repercusión esperada.
El 30 de septiembre de 1989 ofrecieron su primer y único concierto en España, en la ciudad de Barcelona, durante la denominada gira World Revival Tour.

### 1990-98: Hiato y carreras solistas
Luego de grabar ocho álbumes en ocho años y realizar extensas y agotadoras giras por todo el mundo, empezaron a generarse algunos rumores sobre la separación del dúo. Stewart empezó a componer bandas sonoras y logró éxito comercial con la canción instrumental "Lily Was Here" (con la saxofonista Candy Dulfer). El sencillo fue no.6 en el Reino Unido y obtuvo buenas posiciones en las listas internacionales. También formó la banda The Spiritual Cowboys, con la que llegó a publicar dos álbumes de estudio. Lennox aprovechó el descanso para convertirse en madre. En 1991 fue publicado el álbum recopilatorio Greatest Hits, disco que gozó de enormes ventas y popularidad. En 1993 se publicó Live 1983-1989, primer álbum oficial en vivo de Eurythmics.
En 1992 Annie Lennox participó en el concierto homenaje a Freddie Mercury en el estadio de Wembley en Londres, interpretando la canción "Under Pressure" junto a David Bowie. Ese mismo año, Lennox publicó su primer producción discográfica como solista, Diva, álbum que logró un éxito instantáneo, seguido del también exitoso Medusa, una colección de versiones de otros artistas como Procol Harum, Neil Young, Bob Marley y Paul Simon. Stewart, mientras tanto, publicó los álbumes solistas Greetings from the Gutter (1995) y Sly-Fi (1998).

### 1999-2005:PeaceyUltimate Collection
A finales de los años 1990, Eurythmics regresó al estudio y grabó el álbum Peace, publicado en 1999. El sencillo "I Saved the World Today" alcanzó la posición n.º 11 en las listas británicas, y un remix de la canción "17 Again" le dio al dúo si primer n.º 1 en la lista Hot Dance en Estados Unidos. La banda se embarcó en una gira mundial denominada "Peacetour" en soporte del álbum. La gira dio inicio el 18 de septiembre de 1999 y finalizó el 6 de diciembre de 1999. Todos los ingresos que generó el tour fueron donados a Greenpeace y Amnistía Internacional. El año 2000 vio a Eurythmics realizando numerosas apariciones en festivales en todo el mundo. En 2001, Stewart tocó con U2 en el concierto benéfico America: A Tribute to Heroes. En 2002, colaboró con Bryan Ferry en su álbum Frantic.

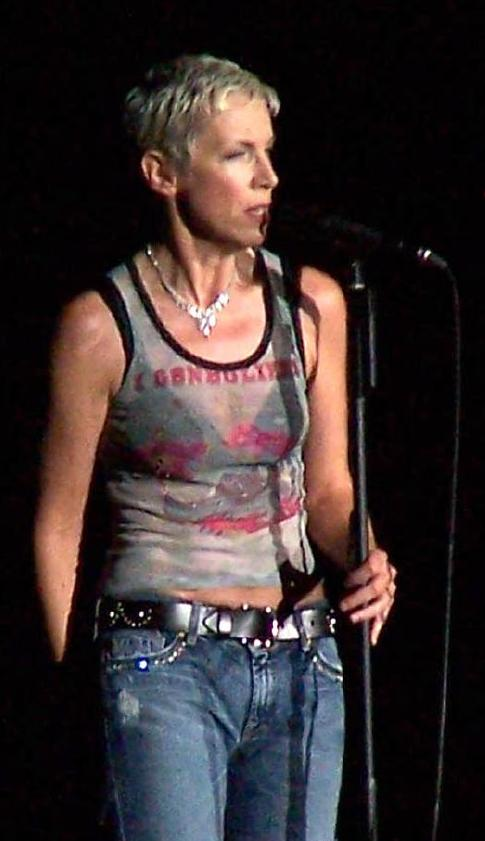
Annie Lennox en el 2004.

En junio de 2003, Lennox lanzó su tercer álbum solista, titulado Bare. También grabó la canción "Into the West" para la película El Señor de los Anillos: el retorno del Rey de Peter Jackson, usada en los créditos finales. En noviembre de 2003, Eurythmics tocó tres canciones en el concierto 46664 en Ciudad del Cabo, Sudáfrica. Tocaron una versión acústica de "Here Comes the Rain Again", "7 Seconds" con Youssou N'Dour y "Sweet Dreams". Stewart colaboró con el cantante Mick Jagger en la banda sonora de la película Alfie, publicada en 2004, incluyendo la canción "Old Habits Die Hard", ganadora de un premio Globo de Oro.
El 7 de noviembre de 2005, Eurythmics publicó Ultimate Collection, su segundo álbum recopilatorio, incluyendo dos nuevas canciones. Una de ellas, "I've Got a Life", fue lanzada como sencillo, logrando la posición no.14 en la lista UK singles chart y pasando tres semanas consecutivas en el tope de la lista Billboard's Hot Dance Music/Club Play en tierras norteamericanas. Lennox y Stewart aparecieron en varios programas de televisión promocionando su nuevo álbum recopilatorio. El 14 de noviembre de 2005, la discográfica RCA publicó una colección llamada Boxed, conteniendo versiones remasterizadas de los álbumes de estudio del dúo, aunque el álbum 1984 (For The Love of Big Brother) no fue incluido por cuestiones de derechos con la discográfica Virgin Records. En 2005, Eurythmics fueron incluidos en el Salón de la Fama de la Música en el Reino Unido. En 2007, Lennox retomó su carrera con el lanzamiento de un cuarto álbum, Songs of Mass Destruction, y en 2009 se publicó el recopilatorio The Annie Lennox Collection.

### 2014, 2022: Últimas reuniones
En una entrevista en 2012, Stewart fue interrogado sobre la posibilidad de un nuevo álbum de Eurythmics, a lo que respondió: "No está en nuestros planes ahora, pero nunca digas nunca", dejando abierta la posibilidad de un nuevo trabajo discográfico.
El 27 de enero de 2014 Annie Lennox y Dave Stewart hicieron parte del concierto "The Night That Changed America: A Grammy Salute to The Beatles" interpretando la canción "The Fool on the Hill."
En 2022, Annie Lennox y Dave Stewart actuaron como Eurythmics en el Microsoft Theater de Los Angeles, California, tocando sus sencillos: "Would I Lie to You?", "Missionary Man" y "Sweet Dreams (Are Made of This)" como parte de la ceremonia de inducción de 2022 del Rock and Roll Hall of Fame.

## Discografía

### Álbumes de estudio
- 1981: In the Garden
- 1983: Sweet Dreams (Are Made of This)
- 1983: Touch
- 1984: 1984 (For The Love of Big Brother)
- 1985: Be Yourself Tonight
- 1986: Revenge
- 1987: Savage
- 1989: We Too Are One
- 1999: Peace

### Álbumes recopilatorios y otras producciones
- 1984: Touch Dance
- 1991: Greatest Hits
- 1993: Live 1983-1989
- 2005: Ultimate Collection
- 2005: Boxed

## Videografía
- 1983: Sweet Dreams (The Video Album)
- 1987: Live
- 1988: Savage
- 1990: We Two Are One Too
- 1991: Greatest Hits
- 2000: Peacetour
- 2005: Ultimate Collection

## Giras y conciertos
- 1983: Sweet Dreams Tour
- 1983–1984: Touch Tour
- 1986–1987: Revenge Tour
- 1989: Revival Tour
- 1999: Peace Tour